# 吳存義
吳存義（1802年—1868年），字和甫，號荔裳，江蘇泰興縣人。清朝政治人物。

## 生平
道光十八年（1838年）戊戌科進士。選翰林院庶吉士，散館授編修。歷任雲南學政、順天府丞、太僕寺卿、通政使等職，官至吏部左侍郎。著有《榴實山莊詩文集》。

## 延伸阅读
[在维基数据编辑]
 《清史稿·卷422》，出自趙爾巽《清史稿》

## 外部連結
- 吳存義 （页面存档备份，存于） 中研院史語所